# 埃克迪尔
埃克迪尔（Ekdil），是印度北方邦Etawah县的一个城镇。总人口9945（2001年）。

## 人口
该地2001年总人口9945人，其中男性5272人，女性4673人；0—6岁人口1716人，其中男891人，女825人；识字率54.85%，其中男性为63.11%，女性为45.54%。